# شبه تجربة

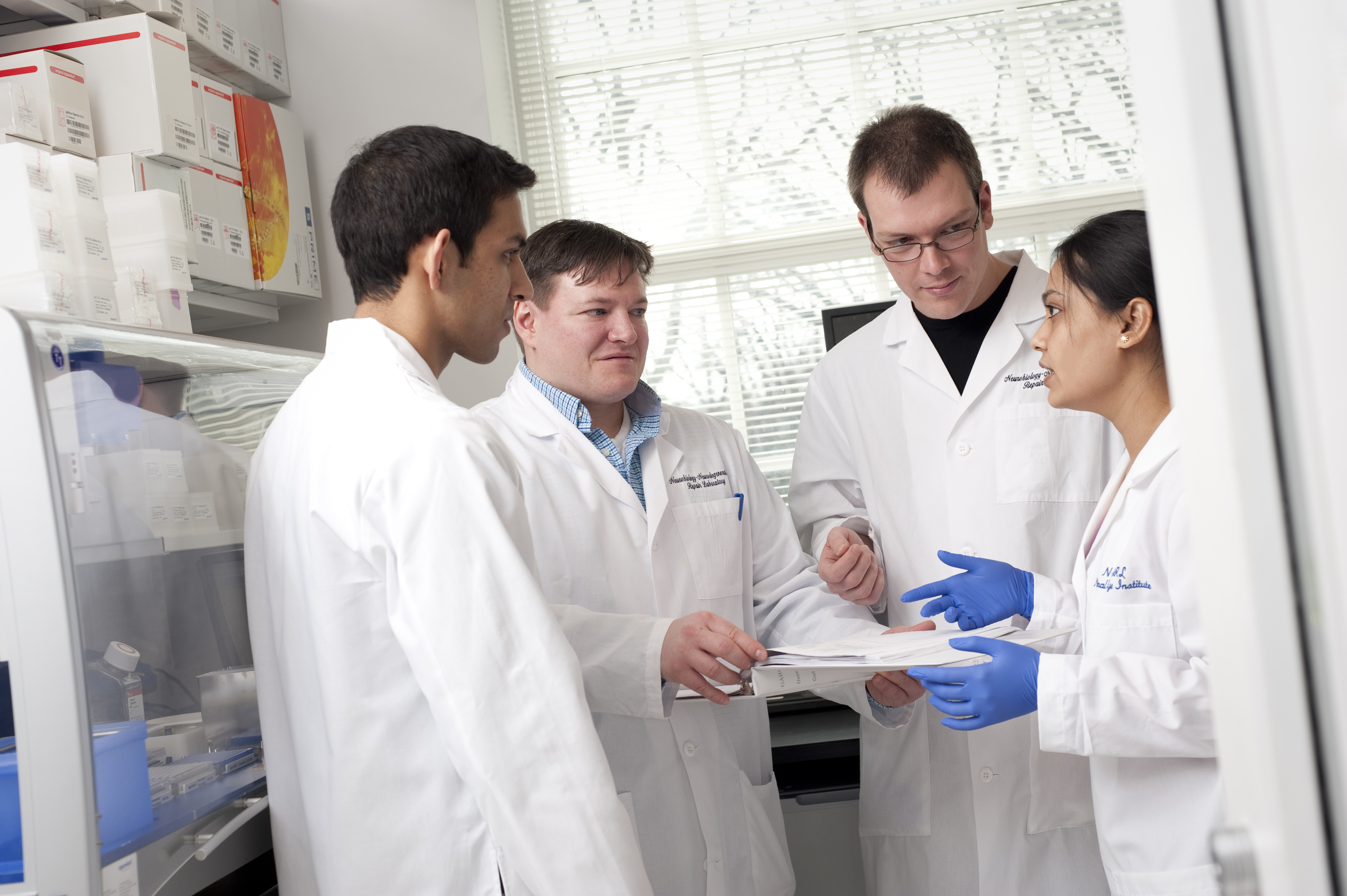

شبه التجربة هي عبارة عن دراسة تدخلية تجريبية تُستخدم لتقدير التأثير السببي للتدخل على جماعة سكانية مستهدفة دون تعيين عشوائي. تشترك الأبحاث شبه التجريبية بالعديد من نقاط التشابه مع التصميم التجريبي التقليدي أو التجربة العشوائية المسيطر عليها، ولكنها تفتقر بشكل خاص إلى عنصر التعيين العشوائي للاختبار أو التحكم. عادةً ما تسمح التصميمات شبه التجريبية للباحث بالتحكم في التعيين لحالة الاختبار ولكن باستخدام بعض المعايير بخلاف التعيين العشوائي. يمكن للباحث في بعض الحالات أن يسيطر على التعيين للاختبار.
تخضع أشباه التجارب للمخاوف المتعلقة بالصلاحية الداخلية، وذلك لأن مجموعات الاختبار والتحكم قد لا تكون قابلة للمقارنة في الأساس. تملك مجموعة المشاركين الدراسية في التعيين العشوائي نفس فرصة التعيين لدى مجموعة التدخل أو مجموعة المقارنة. يمكن أن تكون الاختلافات بين المجموعات على كل من الخصائص الملحوظة وغير الملحوظة بسبب الصدفة، وليس بسبب عامل منهجي يتعلق بالاختبار (مثل شدة المرض). لا تضمن العشوائية نفسها تكافؤ المجموعات في الأساس. يمكن أن يعزى أي تغيير في خصائص ما بعد التدخل إلى التدخل.

## أخلاقيات وشروط
يمكن لتجربة حقيقية أن تعين الأطفال، مثلا، بشكل عشوائي لمنحة دراسية من أجل السيطرة على جميع المتغيرات الأخرى. تُستخدم أشباه التجارب بشكل شائع في العلوم الاجتماعية والصحة العامة والتعليم وتحليل السياسات، ولاسيما عندما لا يكون من العملي أو المعقول اختيار المشاركين في الدراسة بشكل عشوائي لحالة الاختبار.
على سبيل المثال، لنفترض أننا نقسم الأسر إلى فئتين: الأسر التي يضرب فيها الوالدان أطفالهما، والأسر التي لا يضرب فيها الوالدان أطفالهما. يمكننا إجراء انحدار خطي لتحديد ما إذا كان هناك علاقة إيجابية بين ضرب الوالدين للأطفال والسلوك العدواني لأطفالهم. ربما يكون من غير العملي أو الأخلاقي الاختيار العشوائي للوالدين اللذين يضربان أطفالهما أو لا يضربانهما ببساطة، وذلك لأن بعض الأهالي يعتقدون أنه من غير الأخلاقي أن يضربوا أطفالهم ويرفضون المشاركة في ذلك.
يميز بعض المؤلفين بين التجربة الطبيعية وشبه التجربة. يتجسد الفرق في أنه في شبه التجربة يُختار معيار التعيين من قبل الباحث، بينما يحدث التعيين في التجربة الطبيعية بشكل طبيعي دون تدخل الباحث.
تملك أشباه التجارب مقاييس النتائج والاختبارات والوحدات التجريبية ولكن لا تستخدم تعيينًا عشوائيًا. غالباً ما تكون أشباه التجارب هي التصميم الذي يختاره معظم الناس على التجارب الحقيقية. يعود السبب الرئيسي لذلك بأنه يمكنهم إجراء أشباه التجارب هذه في حين لا يمكنهم إجراء تجارب حقيقية دائمًا. تُعد أشباه التجارب مثيرة للاهتمام لأنها تضمن ميزات من التصميمات التجريبية وغير التجريبية. يمكن إحضار المتغيرات المقاسة وكذلك المتغيرات المُعالجة. عادة ما تُختار أشباه التجارب من قبل المجربين لأنها تزيد من الصلاحية الداخلية والخارجية.
وحتى يكون المنهج شبه التجريبي ناجحاً يجب أن يستوفي عدد من الشروط منها: الضبط التجريبي واستخدام مجموعتين متكافئتين ومعالجة التجربة والتقييم.

## مزايا
عادة ما تكون التصميمات شبه التجريبية أسهل في الإعداد من التصميمات التجريبية الحقيقية التي تتطلب تعيينًا عشوائيًا للموضوعات المستخدمة؛ وذلك نظرًا لأن التصميمات شبه التجريبية تُستخدم عندما تكون العشوائية غير عملية و/أو غير أخلاقية. يقلل استخدام التصميمات شبه التجريبية أيضًا من الأخطار التي تهدد الصحة البيئية عندما لا تعاني البيئات الطبيعية من نفس المشكلات المصطنعة مقارنةً بالبيئة المختبرية المُتحكم فيها جيدًا. تُطبق النتائج في أحد أشباه التجارب على موضوعات وإعدادات أخرى نظرًا لأنها تجارب طبيعية، فيسمح ذلك بإجراء بعض التعميمات حول الجماعات السكانية. تُعتبر طريقة التجريب هذه فعالة أيضًا في الأبحاث الطولية التي تتضمن فترات زمنية أطول يمكن ملاحقتها في بيئات مختلفة.
تشمل المزايا الأخرى لأشباه التجارب فكرة وجود أيِ من المعالجات التي يختارها المجرب. يتعين على الباحثين في التجارب الطبيعية السماح بحدوث المعالجات بشكل تلقائي من دون أن يكون لديهم أي سيطرة عليها على الإطلاق. يدحض استخدام مجموعات مختارة ذاتيًا في أشباه التجارب أيضًا فرصة وجود أيّة مخاوف أخلاقية أو مشروطة وما إلى ذلك أثناء إجراء الدراسة.

## سلبيات
تخضع التقديرات شبه التجريبية للتأثير للتلوث عن طريق المتغيرات المدمجة. يتأثر التباين في المثال أعلاه في استجابة الأطفال للضرب من قبل والديهم بعوامل لا يمكن قياسها والسيطرة عليها بسهولة (مثل همجية الطفل الداخلية أو تهيج الوالد). يمكن أن يؤدي نقص التعيين العشوائي في طريقة التصميم شبه التجريبي إلى جعل الدراسات أكثر جدوى، فيفرض ذلك أيضًا تحديات كثيرة على الباحث من حيث الصلاحية الداخلية. يؤثر هذا النقص في التوزيع العشوائي ويجعل من الصعب استبعاد المتغيرات المدمجة وإدخال تهديدات جديدة على الصلاحية الداخلية.
يمكن تقريب بعض المعلومات المعرفية بالبيانات نظرًا لعدم وجود التوزيع العشوائي، ولكن يصعب تحديد استنتاجات العلاقات السببية بسبب مجموعة متنوعة من المتغيرات الخارجية والمدمجة الموجودة في بيئة اجتماعية. علاوة على ذلك، فمن غير الممكن إثبات العلاقة السببية بشكل كامل حتى إذا قُيِمت هذه التهديدات على الصلاحية الداخلية، وذلك بسبب عدم امتلاك المجرب السيطرة الكاملة على المتغيرات الخارجية.
تشمل هذه السلبيات أيضا مجموعات الدراسة التي يمكن أن تقدم أدلة أضعف بسبب عدم وجود العشوائية. توفر العشوائية الكثير من المعلومات المفيدة للدراسة لأنها توسع النتائج، وبالتالي فهي تعطي تمثيلًا أفضل للسكان ككل. يمكن أن يشكل استخدام مجموعات غير متكافئة أيضًا تهديدًا للصلاحية الداخلية. لا يكون المجرب إيجابياً بما يخص أسباب النتائج إذا كانت المجموعات غير متساوية (وهذا ما يحدث في بعض الأحيان في أشباه التجارب).

## توثيق داخلي
الصلاحية الداخلية هي الحقيقة التقريبية حول الاستدلالات المتعلقة بعلاقة السبب بالنتيجة أو العلاقات السببية. هذا هو السبب الذي يبرهن أهمية الصلاحية لأشباه التجارب، وذلك بسبب ارتباطها كلها بالعلاقات السببية. يحدث ذلك عندما يحاول المجرب التحكم في جميع المتغيرات التي قد تؤثر على نتائج التجربة. يُعد كل من الانحدار الإحصائي والتاريخ والمشاركين تهديدات محتملة للصلاحية الداخلية. يتجسد السؤال الذي تريد طرحه أثناء محاولة الحفاظ على درجة عالية من الصلاحية الداخلية بما إذا كان هناك أيّة أسباب أخرى محتملة للنتيجة بالإضافة إلى السبب الذي تريده أن يكون. يمكن للصلاحية الداخلية ألا تكون قوية إذا تحقق السؤال السابق.

## صلاحية خارجية
الصلاحية الخارجية هي مدى تعميم النتائج التي تمكن من الوصول إليها من عينة دراسية على السكان المعنيين. يكون التعميم دقيقًا ويمكن أن يمثل العالم الخارجي من التجربة عندما تكون الصلاحية الخارجية عالية المستوى. تعد الصلاحية الخارجية مهمة للغاية عندما يتعلق الأمر بالبحث الإحصائي لأنك تريد التأكد من أنه لديك صورة صحيحة عن السكان. تصبح مصداقية البحث موضع شك عندما تكون الصلاحية الخارجية منخفضة المستوى. يمكن تقليل تهديدات الصلاحية الخارجية عن طريق التأكد من وجود عينة عشوائية من المشاركين وتعيين عشوائي أيضًا.